# 雅河站
雅河站，位于中华人民共和国辽宁省本溪市桓仁满族自治县雅河朝鲜族乡，是通灌铁路上的火车站，建于2014年，由沈阳铁路局管辖。

## 歷史
- 建于2014年。

## 外部連結
- 中国铁路客户服务中心 （页面存档备份，存于）